# یوری ملیخوف
یوری ملیخوف (روسی: Юрий Афанасьевич Мелихов؛ ۱ آوریل ۱۹۳۷ – فوریه ۲۰۰۰) دوچرخه‌سوار اهل روسیه بود.
وی در مسابقات کشوری و بین‌المللی در مجموع برندهٔ ۲ مدال برنز شده است.